# إتك
إتك هي بلدة في مقاطعة كاسان في ولاية قشقداريا في أوزبكستان.